# Ben Baierl
Ben Baierl (* 9. Oktober 2000 in Neubrandenburg; auch unter Ben Nauenburg bekannt) ist ein deutscher American-Football-Spieler auf der Position des Defensive Tackles. In der Saison 2022 steht er bei Berlin Thunder in der European League of Football (ELF) unter Vertrag.

## Werdegang

### Jugend
Baierl spielte in seiner Jugend bei den Carolinum Baskets und dem EBC Rostock als Power Forward Basketball. Parallel dazu begann er bei den Tollense Sharks mit dem Flag Football, ehe er nach Erreichen der Altersgrenze bei den Junior Sharks zum American Football wechselte. In seinem zweiten Jahr dort bildeten die Sharks eine Spielgemeinschaft mit den Rostock Griffins Juniors. 2018 nahm Baierl an der Summer Showcase Tour der von Björn Werner gegründeten Stiftung Gridiron Imports in Hamburg teil. Mit Hilfe der Gridiron Imports Foundation wurde er daraufhin im Sommer 2018 von der Kiski School, einem rein männlichen College-Vorbereitungsinternat in Saltsburg, Pennsylvania rekrutiert. Dort spielte er sowohl in der Defensive Line als auch in der Offensive Line. Nach seinem Senior-Jahr erhielt Baierl den Zachary J. Vlahos Award für herausragende Leistungen im Fach Geschichte sowie den Russel C. Swank Jr. Award für eine positive Ausstrahlung auf seine Teamkameraden. 2020 erhielt Baierl ein Angebot der Bryant University, doch kam es letztlich zu keiner Einschreibung.

### Herren
Im Jahr 2021 spielte Baierl bei den Rostock Griffins in der German Football League 2 seine Rookie-Saison bei den Herren. Baierl erzielte in zehn Spielen neun Sacks, womit er als Defensive Tackle ligaweit die meisten Sacks vorweisen konnte. Darüber hinaus führte er die GFL2 mit 21 Tackles für Raumverlust an. Die Saison schloss er mit den Griffins bei einer Siegesbilanz von 6:1:3 auf dem vierten Rang im Norden ab. Baierl wurde teamintern als Defense MVP ausgezeichnet.
Zur Saison 2022 der European League of Football wurde Baierl von Berlin Thunder unter Cheftrainer Johnny Schmuck und Sportdirektor Björn Werner verpflichtet. Bei Thunder wurde Baierl als Defensive Tackle in einer 4-3 Defense eingesetzt. In der dritten Spielwoche war Baierl erstmals an einem Sack beteiligt, als er gemeinsam mit Stanley Zeregbe den Tiroler Quarterback Sean Shelton zu Boden brachte. Mit Thunder verpasste er mit einer Bilanz von 7–5 knapp die Playoffs.

## Statistiken
| Jahr                                            | Team             | Spiele | Tackles | Tackles | Tackles | Tackles | Tackles | Interceptions | Interceptions | Interceptions | Interceptions | Interceptions | Fumbles | Fumbles | Fumbles |
| Jahr                                            | Team             | Spiele | Total   | Solo    | Ast     | TFL     | Sack    | BrUp          | PD            | INT           | Yds           | TD            | FF      | FR      | TD      |
| ----------------------------------------------- | ---------------- | ------ | ------- | ------- | ------- | ------- | ------- | ------------- | ------------- | ------------- | ------------- | ------------- | ------- | ------- | ------- |
| German Football League 2                        |                  |        |         |         |         |         |         |               |               |               |               |               |         |         |         |
| 2021                                            | Rostock Griffins | 10     | 47      | 25      | 22      | 21      | 9,0     | 1             | 1             | 0             | 0             | 0             | 1       | 1       | 0       |
| GFL2 Gesamt                                     | GFL2 Gesamt      | 10     | 47      | 25      | 22      | 21      | 9,0     | 1             | 1             | 0             | 0             | 0             | 1       | 1       | 0       |
| European League of Football                     |                  |        |         |         |         |         |         |               |               |               |               |               |         |         |         |
| 2022                                            | Berlin Thunder   | 12     | 38      | 27      | 11      | 9,5     | 2,0     | 0             | 0             | 0             | 0             | 0             | 0       | 2       | 0       |
| 2023                                            | Berlin Thunder   | 11     | 35      | 19      | 16      | 3,5     | 2,5     | 1             |               | 0             | 0             | 0             | 1       | 0       | 0       |
| ELF Gesamt                                      | ELF Gesamt       | 23     | 73      | 46      | 27      | 13,0    | 4,5     | 1             | 0             | 0             | 0             | 0             | 1       | 2       | 0       |
| Quellen: stats.gfl.info, sportsmetrics.football |                  |        |         |         |         |         |         |               |               |               |               |               |         |         |         |

| Jahr                            | Team           | Spiele | Tackles | Tackles | Tackles | Tackles | Tackles | Interceptions | Interceptions | Interceptions | Interceptions | Fumbles | Fumbles | Fumbles |
| Jahr                            | Team           | Spiele | Total   | Solo    | Ast     | TFL     | Sack    | BrUp          | INT           | Yds           | TD            | FF      | FR      | TD      |
| ------------------------------- | -------------- | ------ | ------- | ------- | ------- | ------- | ------- | ------------- | ------------- | ------------- | ------------- | ------- | ------- | ------- |
| European League of Football     |                |        |         |         |         |         |         |               |               |               |               |         |         |         |
| 2023                            | Berlin Thunder | 1      | 2       | 0       | 2       | 0       | 0       | 0             | 0             | 0             | 0             | 0       | 0       | 0       |
| ELF Gesamt                      | ELF Gesamt     | 1      | 2       | 0       | 2       | 0       | 0       | 0             | 0             | 0             | 0             | 0       | 0       | 0       |
| Quellen: sportsmetrics.football |                |        |         |         |         |         |         |               |               |               |               |         |         |         |

## Privates
Baierl ist der Sohn des ehemaligen Footballspielers Mario Baierl. Gemeinsam mit seinem Vater spielte er in der Saison 2021 bei den Rostock Griffins. Baierl ist in Neustrelitz wohnhaft. Er absolviert eine Ausbildung zum Kaufmann für Bürokommunikation.